# Josef Gorbach
Josef Gorbach (* 25. April 1889 in Lochau, Vorarlberg; † 6. November 1977 in Rankweil) war österreichischer Theologe, Priester, Publizist und Förderer von behelfsmäßigen Notkirchen in Österreich und Palästina.

## Leben
Gorbach, der 1912 die Priesterweihe empfing, zeichnete sich rasch durch sein praxisbezogenes Wirken aus. Er wurde Direktor der Caritas Vorarlberg. Er trat als Initiator des Zwei-Groschen-Blattes auf, mit dem Untertitel Wochenflugschrift für Recht und Wahrheit, herausgegeben vom Presseapostolatverein in Feldkirch. Seine Redebegabung und Formulierungsfähigkeit bewirkte viele Einladungen als Gastprediger.
1930 wurde Gorbach von Josef Moser, Direktor des Canisiuswerkes, zu Predigten nach Wien eingeladen, wo er die Notgottesdienste erlebte, und die soziale Not und das Fehlen von Kirchen, besonders im Arbeiterbezirk Favoriten, kennenlernte. Nach Vorarlberg zurückgekehrt, bat er den Administrator Bischof Sigismund Waitz um Versetzung nach Wien, wo er im Mai 1931 seinen Dienst antrat.
Mit erwirtschaftetem Geld des Zwei-Groschen-Blattes und mit zinslosen Darlehensvereinbarungen mit Lesern des Blattes finanzierte Gorbach die Errichtung von Notkirchen.
Seine erste Realisierung, von ihm liebevoll Wiener Arbeiterkirche genannt, ist die Notkirche bei der Philadelphiabrücke in Meidling, wo seinerzeit 65.000 Katholiken von nur fünf Geistlichen betreut wurden. Bei einem Spaziergang hatte er eine ehemalige Lederverarbeitungsfabrik mit einem großen Stall entdeckt. Er erwarb das Grundstück und begann nach kurzer Zeit im behelfsmäßig umgebauten Stall mit Gottesdiensten. Die Notkirche wurde im Krieg durch Bomben zerstört, die Nachfolgekirche ist die Kirche Namen Jesu. In diese Richtung weiter aktiv entstanden in fünf Jahren sieben Notkirchen in Wien.
1938, im Zuge des Anschlusses von Österreich an Hitlerdeutschland, wurde die Situation für Gorbach gefährlich, das Zwei-Groschenblatt wurde verboten. Er flüchtete nach Palästina. Auch dort bleibt er seiner Linie treu und errichtete in Bethanien, Cäsarea und Jerusalem Notkirchen.
Nach dem Ende des Zweiten Weltkrieges kehrte Gorbach nach Bregenz zurück und errichtete eine Notkirche. Danach zwei Notkirchen in Innsbruck. Erzbischof-Koadjutor Franz Jachym bat Gorbach, wieder in Wien tätig zu werden, wo dieser in Folge an die 20 behelfsmäßige Notkirchen in aufgelassenen Fabriken, Schrebergartenhütten und Baracken einrichtete.
1971 ging Gorbach mit 82 Jahren krankheitshalber in Pension und übersiedelte nach Bregenz. Sein Grab befindet sich in seinem Geburtsort Lochau.

## Auszeichnungen
- 1937: Prälat
- 1937: Komturkreuz des Ritterordens vom Hl. Grab
- 1958: Ehrendomherr St. Stephan für die Notkirchen in der Erzdiözese Wien
- 1989: Prälat Dr. Gorbach-Hof in Floridsdorf